# Aleksander Cichoń
Aleksander Jan Cichoń, född 9 december 1958 i Rzeszów, Polen, är en polsk brottare som tog OS-brons i lätt tungviktsbrottning i fristilsklassen 1980 i Moskva. 